# Adagio e rondò per glassarmonica
L'Adagio e rondò in Do minore per glassarmonica K 617 è una composizione del 1791 di Wolfgang Amadeus Mozart. Consiste in un quintetto per armonica a bicchieri, flauto, oboe, viola e violoncello. Fu composto nel maggio 1791 per Marianne Kirchgeßner, giovane armonicista, cieca dall'età di tre anni, che lo eseguì in agosto al Kärntnertortheater di Vienna e in seguito a Londra, dove riscosse notevole successo, suonandolo insieme all'Adagio in Do maggiore K 356 che Mozart aveva già composto per lei. Einstein considera il quintetto «una controparte strumentale dell'Ave verum» e uno dei lavori «celestiali» del compositore salisburghese.